# Austrimunna antarctica
Austrimunna antarctica är en kräftdjursart som beskrevs av Richardson 1906. Austrimunna antarctica ingår i släktet Austrimunna och familjen Paramunnidae. Inga underarter finns listade i Catalogue of Life.